# Bednall
Bednall – wieś w Anglii, w hrabstwie Staffordshire. Leży 8 km na południowy wschód od miasta Stafford i 192 km na północny zachód od Londynu. Bednall jest wspomniana w Domesday Book (1086) jako Bedehala.